# Doliny Brdy i Stążki w Borach Tucholskich
Doliny Brdy i Stążki w Borach Tucholskich este o arie protejată (sit de importanță comunitară — SCI) din Polonia întinsă pe o suprafață de 3.948,35 ha, integral pe uscat.

## Localizare
Centrul sitului Doliny Brdy i Stążki w Borach Tucholskich este situat la coordonatele 53°36′18″N 17°56′27″E / 53.6049°N 17.9408°E.

## Înființare
Situl Doliny Brdy i Stążki w Borach Tucholskich a fost declarat sit de importanță comunitară în august 2007 pentru a proteja 3 specii de plante și 12 specii de animale.

## Biodiversitate
Situată în ecoregiunea continentală, aria protejată conține 11 habitate naturale: Lacuri eutrofice naturale cu vegetație de tip Magnopotamion sau Hydrocharition, Lacuri și iazuri distrofice naturale, Pajiști uscate europene, Fânețe de joasă altitudine (Alopecurus pratensis, Sanguisorba officinalis), Turbării active, Mlaștini turboase de tranziție și turbării mișcătoare, Mlaștini calcaroase cu Cladium mariscus și specii de Caricion davallianae, Mlaștini alcaline, Păduri de stejar și carpen Galio-Carpinetum, Mlaștini împădurite, Păduri aluvionare cu Alnus glutinosa și Fraxinus excelsior (Alno-Padion, Alnion incanae, Salicion albae).
La baza desemnării sitului se află mai multe specii protejate:
- plante (3): Angelica palustris, Hamatocaulis vernicosus, dedițelul (Pulsatilla patens)
- amfibieni (1): triton cu creastă (Triturus cristatus)
- mamifere (3): liliac cârn (Barbastella barbastellus), castor (Castor fiber), vidră de râu (Lutra lutra)
- nevertebrate (2): Vertigo angustior, Vertigo moulinsiana
- pești (6): avat (Aspius aspius), zvârluga (Cobitis taenia), zglăvoacă (Cottus gobio), cicar (Lampetra planeri), țipar (Misgurnus fossilis), boarță (Rhodeus amarus)